# Altpreußisches Garnisonregiment No. VII (1756)
Das Garnisonbataillon Nr. VII war ein Infanterieverband der Preußischen Armee mit Stationierungsort Neustadt-Eberswalde.

## Geschichte
Das Regiment wurde von 1741 bis 1742 in Stettin aus Neuangeworbenen errichtet. Das Regiment erhielt eine Stärke von zehn Musketier- und zwei Grenadierkompanien. Im Jahr 1756 wurde es auf zwei Bataillone vergrößert. Ein Bataillon wurde dabei aus einem vom Fürsten von Schwarzburg gekauften Regiment gebildet. Im Jahre 1758 wurde es abermals um ein zweites Bataillonen erweitert, das aber 1763 wieder aufgelöst wurden.
Bereits 1742 wurden zwei Grenadierkompanien auf den Feld-Etat gesetzt und anschließend an das stehende Grenadierbataillon Nr. 1 abgegeben. Das Regiment nahm an den Schlesischen Kriegen teil. Als es im Jahr 1788 aufgelöst wurde, wurden jeweils 3 Kompanien zur Bildung der Depotbataillone der Infanterieregimenter Nr. 1, 13, 18, 25, 26 und 47 verwendet. Jeweils eine Kompanie kam in das Infanterieregiment Nr. 23 und 36.

## Chefs
- 1741–1746 Generalmajor Carl Wilhelm von Bredow, zuvor Chef des Infanterieregiments Nr. 7
- 1746–1754 Generalmajor Hans Christoph von Jeetze
- 1754–1760 Oberst Christian Henning von Lange
- 1760–1765 Generalmajor Joachim Christian Friedrich von Itzenplitz
- 1766 Generalmajor Christoph Friedrich von Rentzell, Exerziermeister Friedrichs II. erhielt noch 1766 das Infanterieregiment Nr. 23
- 1766–1774 Generalmajor Christian Ernst von Puttkamer, zuvor Chef des Infanterieregiments Nr. 23
- 1771–1787 Generalleutnant Georg Lorenz von Kowalski